# Takuya Hitomi
Takuya Hitomi (人見 拓哉 Hitomi Takuya?), född 18 december 1997 i Tochigi prefektur, är en japansk fotbollsspelare.
Hitomi började sin karriär 2020 i FC Ryukyu.